# Chiesa di Sant'Elena (Verona)
La chiesa di Sant'Elena, già chiesa dei Santi Giorgio e Zeno, è un luogo di culto cattolico che sorge nel cuore del centro storico di Verona, adiacente alla Cattedrale; fa parte della diocesi di Verona.

## Storia

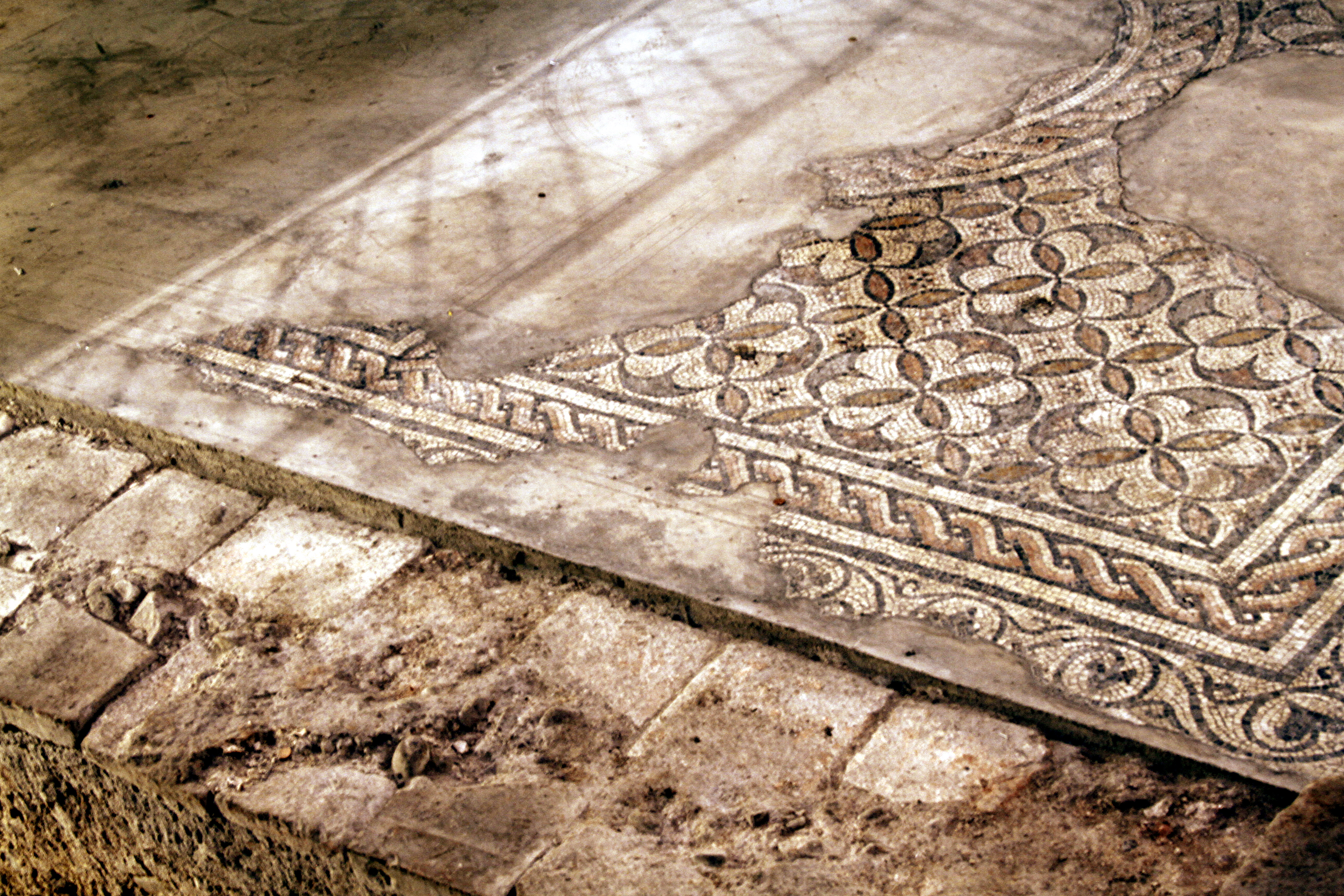
Resti del pavimento musivo della "chiesa A", l'antica basilica paleocristiana zenoniana, nel presbiterio di Sant'Elena

La chiesa di Sant'Elena sorge in un'area che era precedentemente occupata dal più antico luogo di culto cristiano di Verona, sorto nel IV secolo per opera di san Zeno, vescovo e futuro patrono della città. Questa antica basilica, di cui non si conosce l'antica denominazione e oggi nota con il nome di "chiesa A", si collocava all'interno del sistema viario romano, in prossimità del terzo cardo citrato sinistro, che fu però interrotto in un secondo momento dalla costruzione di una seconda basilica, nota con il nome di "chiesa B", la quale andò a invadere anche una parte dell'area occupata dalla più antica chiesa A; la chiesa A non venne tuttavia demolita, ma suddivisa in vani e riadattata ad altre funzioni, rimanendo così in uso.
Nell'VIII secolo venne realizzata e consacrata la nuova Cattedrale, costruita sul sito che occupa ancora oggi (anche se successivamente riedificata in forme nuove): è a partire da questo momento che venne gradualmente abbandonata la chiesa B, probabilmente crollata a causa di un vasto incendio avvenuto nell'VIII secolo. Non molto dopo, nell'813, al Capitolo dei Canonici della Cattedrale venne riconosciuta la dipendenza dal patriarca di Aquileia invece che dal vescovo di Verona: è in questo momento che il Capitolo, presieduto dall'arcidiacono Pacifico, decise di costruire sulle rovine dell'antica basilica zenoniana una chiesa dedicata ai Santi Giorgio e Zeno, popolarmente conosciuta con il nome di Sant'Elena, la quale venne consacrata tra l'842 e l'847 dal patriarca Andrea.

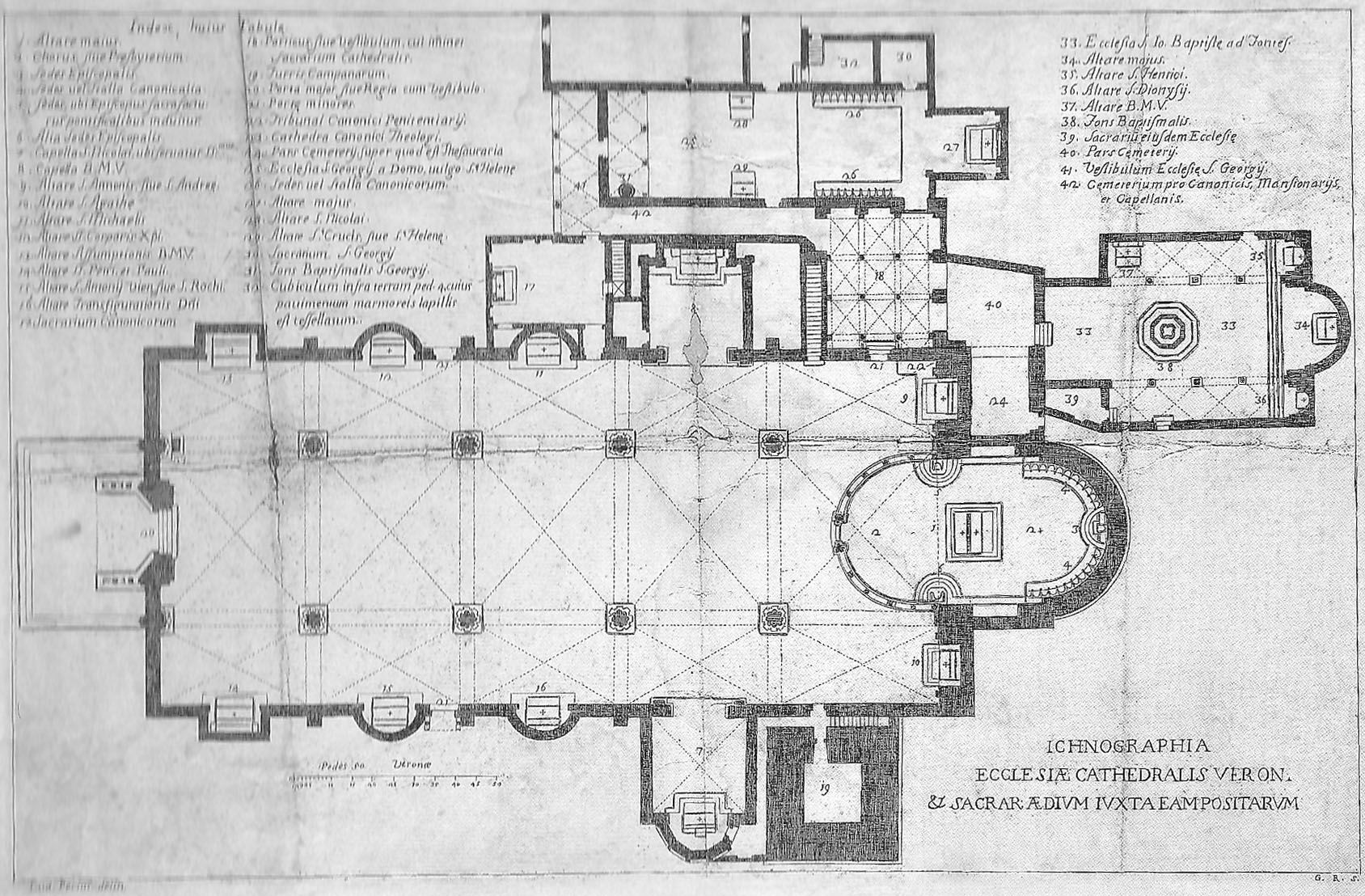
Disegno del XVIII secolo rappresentante il complesso della Cattedrale: in basso il Duomo di Verona, in alto la chiesa di Sant'Elena e a destra il battistero di San Giovanni in Fonte, messi in comunicazione dal portico di Santa Maria Matricolare, al centro

L'edificio chiesastico venne danneggiato gravemente dal catastrofico terremoto di Verona del 1117, cui seguì la ricostruzione in forme romaniche e la riconsacrazione nel 1140 da parte del patriarca di Aquileia, Pellegrino. Fu in questa chiesa che, il 20 gennaio 1320, Dante Alighieri tenne la nota orazione latina Quaestio de aqua et terra, evento ricordato anche da un'epigrafe posta in facciata.
Nel XV secolo venne edificata la loggia esterna coperta da volte a crociera impostata su colonne, che allora proseguiva verso sud permettendo l'accesso diretto e coperto alla Cattedrale, finché nel 1625 non venne realizzata la sagrestia dei Canonici e quindi parzialmente demolita la loggia, di cui sopravvive solo la parte che fronteggia la facciata della chiesa di Sant'Elena. Ulteriore cambiamento avvenne nel 1573 quando l'abside, precedentemente semicircolare, venne trasformata a pianta quadrata su progetto dell'architetto Bernardino Brugnoli, cugino del più noto Michele Sanmicheli; essa acquisì in questo modo l'aspetto definitivo.
Tra il 1960 ed il 1970 la chiesa venne sottoposta a indagini archeologiche, che riportarono alla luce le murature del presbiterio della già citata chiesa A, la più antica basilica di Verona.

## Descrizione

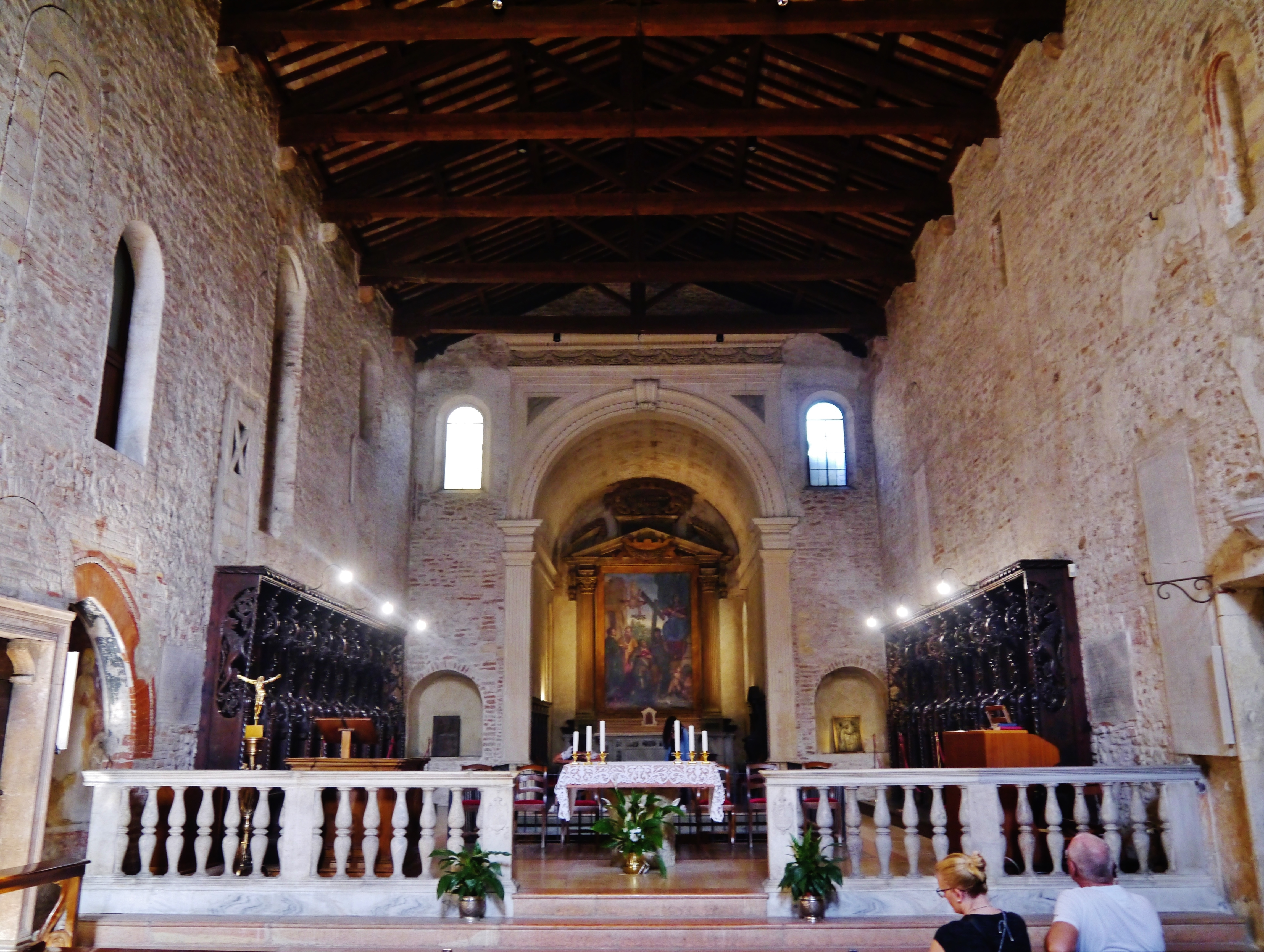
L'interno della chiesa con, in fondo, l'abside rinascimentale opera di Bernardino Brugnoli

La chiesa, inserita all'interno del complesso architettonico della Cattedrale di Verona, presenta una facciata a capanna orientata verso ovest, preceduta da una loggiato. Escluso quest'ultimo, di epoca più tarda, la facciata presenta la tipica tecnica costruttiva dell'architettura romanica veronese, con corsi in mattoni di laterizio alternati a corsi in conci di tufo. Nella parte più alta si apre un'ampia finestra e due piccoli occhi che illuminano l'interno della chiesa.
La pianta della chiesa è ad aula unica, con lo spazio plebano separato dal presbiterio da una serie di tre gradini e da balaustra; questo spazio marcatamente longitudinale è coperto da una struttura lignea con capriate a vista. Il presbiterio termina con una profonda abside quadrangolare, a cui si accede tramite un arco trionfale con sovrapposta trabeazione, terminante con un fondale piatto e coperta da una volta a botte con decorazione ad affresco a cassettoni, opera in stile rinascimentale di Bernardino Brugnoli. Nell'abside si trova l'altare maggiore, sovrastato dalla pala d'altare cinquecentesca di Felice Brusasorzi raffigurante la Madonna che porta il Bambino, con i Santi Stefano, Zeno, Giorgio ed Elena. Nella zona centrale del presbiterio, inoltre, sono stati lasciati a vista i resti archeologici della prima basilica paleocristiana, consistenti nelle fondazioni dell'antica area absidale e in lacerti di pavimento a mosaico.

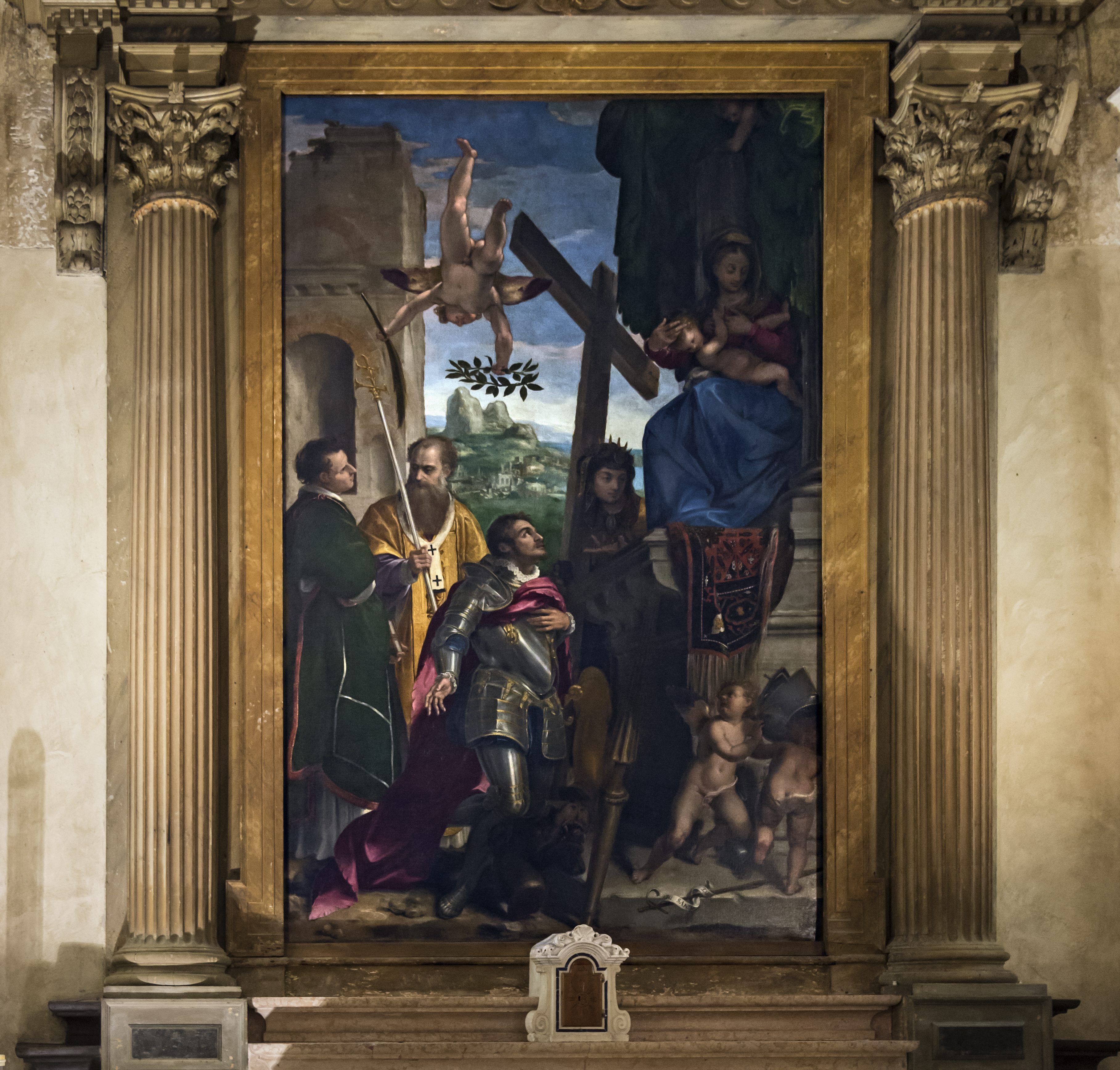
La pala d'altare di Felice Brusasorzi

Lungo le pareti laterali dell'aula si trovano due altari situati in archi a tutto sesto modanati, ammodernati negli anni trenta del Settecento: in quello di destra si trova la pala raffigurante la Madonna col Bambino e i Santi Giovanni Nepomuceno, Elena e Caterina di Pietro Antonio Rotari, che sostituì un precedente trittico di Antonio Badile; sulla sinistra l'altare opera dello scultore-architetto Giuseppe Antonio Schiavi, in cui si trova la pala raffigurante il Redentore, Angeli e i Santi Francesco di Sales e Filippo Neri, opera del poco noto pittore veronese Giovanni Pietro Salvaterra.
Lungo la controfacciata, invece, si trova un vestibolo d'ingresso colonnato, sopra il quale trova spazio la cantoria. Oltre all'ingresso principale è presente un secondo accesso sul lato sud del presbiterio, da dove si entra nel portico di Santa Maria Matricolare, che rappresenta uno spazio di passaggio comunicante con l'adiacente Cattedrale.